# Zamarada nesiotica
Zamarada nesiotica là một loài bướm đêm trong họ Geometridae.